# Labichea lanceolata
Labichea lanceolata är en ärtväxtart som beskrevs av George Bentham. Labichea lanceolata ingår i släktet Labichea och familjen ärtväxter.

## Underarter
Arten delas in i följande underarter:
- L. l. brevifolia
- L. l. lanceolata